# Heinrich Wettig
Heinrich Wettig (* 8. Juni 1875 in Bremen; † nach 1938) war ein deutscher Maler.

## Leben
Seit etwa 1895 studierte Wettig in den Malklassen von Peter Janssen und Eduard von Gebhardt an der Kunstakademie Düsseldorf. Befreundet war er seit dieser Zeit mit Wilhelm Lehmbruck, der um 1906 sein Porträt zeichnete. Nach dem Studium ließ sich Wettig in Düsseldorf als freischaffender Maler nieder. Tätig war er dort nachweislich seit 1904 und mindestens bis 1924. 1911 wurde seine Adresse mit Düsseldorf, Stockkampstr. 48 angegeben, 1930 eine Adresse in Köln-Bickendorf und 1931 als Wohnort Düren. Wettig war Mitglied der Allgemeinen Deutschen Kunstgenossenschaft. Dort war er im Vorstand ihrer Düsseldorfer Ortsgruppe vertreten. Unter anderem mit Hans Olde und Heinrich Vogeler war er außerdem in der Vereinigung Nordwestdeutscher Künstler organisiert. Von 1904 bis 1932 war er Mitglied des Künstlervereins Malkasten in Düsseldorf.

## Werke

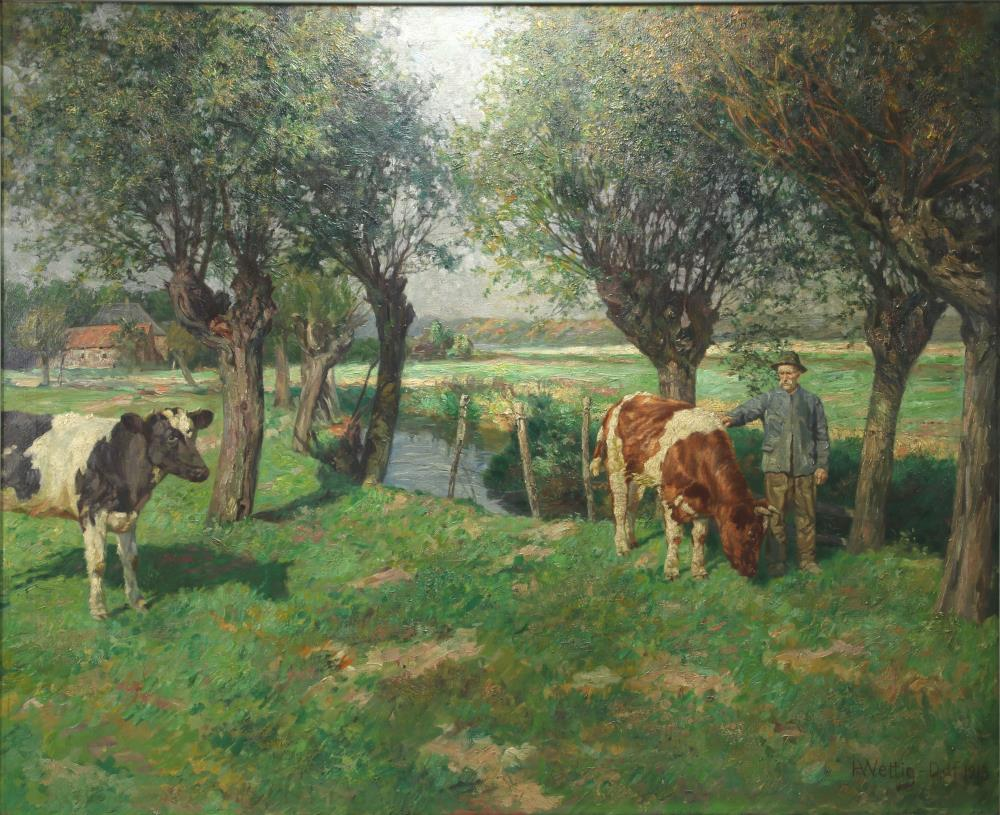
Heinrich Wettig (1913): Niederrheinische Landschaft mit Kopfweide und Bauer mit seinem Fleckvieh

Wettig widmete sich der Landschaftsmalerei, etwa in den Gemälden Eifellandschaft (1898), Reißender Bergbach mit alter Wassermühle (1901), Ansicht des Ortes und der Burg Altena in Westfalen (1919) und Blick auf die Burg Nideggen in der Eifel im Vorfrühling (1922). Vor allem schuf er jedoch figürliche Kompositionen, zunehmend mit allegorischen und der Literatur angelehnten Themen, darunter Alte Frau und junges Mädchen (1903, Studie), Sterbeweh, Der Hexe Lied (1905), Frieden der Nacht (1908), ein Christuskopf (1909, entstanden wohl im Zusammenhang mit Jesu Werdekampf) und Fausts Verklärung (1910). Das Gemälde Fensterblick (1911), ausgestellt beim Museumsverein Elberfeld unter dem Titel Stockkämpchen, zeigt vermutlich den Blick aus dem Atelier des Künstlers in Pempelfort. Daneben entstanden Genreszenen, etwa das Bild Blick in die Graf-Engelbert-Straße (1911), sowie Stillleben und Bildnisse, darunter das Bildnis des Bildhauers Wilhelm Lehmbruck (1903), ein Selbstbildnis (1909), das Bildnis Kaiser Wilhelm II. (1910) für das Kasino der Unteroffiziersschule in Jülich, das Bildnis Dr. Paul Kaufmann (1916) und das Bildnis des Oberbürgermeisters von Düren, Christian August Klotz (um 1925). Auftragsbildnisse wie Letzteres, die Wettig gelegentlich in Ausstellungen zeigte, konnten – wegen ihrer Nähe zur Fotografie – die Kritik jedoch nicht begeistern.